# Umberta Pareschi
Umberta Pareschi (Ferrara, 27 giugno 1948) è un'ex cestista italiana.

## Carriera
Guardia cresciuta nel settore giovanile della squadra della sua città natale, debutta in prima squadra nel 1964. Notata da Romano Forastieri, allenatore della Standa Milano, squadra proprietaria della succursale ferrarese, si trasferisce a Milano, dove giocherà per cinque anni, conquistando lo scudetto nel campionato 1972-73 e la Coppa Ronchetti.
Viene convocata in Nazionale nel 1969, chiamata da Gianfranco Benvenuti e Settimio Pagnini, collezionando 87 presenze totali e conquistando nel 1974 la medaglia di bronzo al Campionato Europeo.